# Gerrit Komrij
Gerrit Komrij (Winterswijk, 30 de março de 1944 – Amsterdã, 5 de julho de 2012) foi um escritor, poeta e dramaturgo dos Países Baixos residente em Portugal desde 1984.

## Biografia
Nasceu a 30 de Março de 1944 em Winterswijk, uma pequena povoação da província de Guéldria, onde os seus pais se abrigavam dos bombardeamentos durante a Segunda Guerra Mundial.
Em 1984 mudou-se para Alvites (Trás-os-Montes) em Portugal. Em 1988 mudou-se para Oliveira do Hospital (Vila Pouca da Beira).
Em 1993 recebeu o prémio P.C. Hooftprijs, o principal prémio literário dos Países Baixos.
A 26 de Janeiro de 2000 foi escolhido pelo público para ser o Poeta da Nação estatuto que é atribuído por um período de cinco anos.

## Prémios
- 1970 - Prémio de Poesia da Cidade de Amesterdão pela obra Alle vlees is als gras, of Het knekelhuis op de dodenakker
- 1975 - Cestoda-prijs
- 1979 - Busken Huetprijs pela obra Papieren tijgers
- 1982 - Herman Gorterprijs pela obra De os op de klokketoren
- 1983 - Kluwer-prijs pela sua obra completa
- 1992 - Frans Erensprijs pela sua obra completa
- 1993 - P.C. Hooftprijs pela sua obra completa
- 1999 - Gouden Uil pela obra In Liefde Bloeyende